# Georges Riché
Pour les articles homonymes, voir Riché.
Georges Riché, né le 2 janvier 1892 à Charleville et mort le 16 novembre 1980 dans le 7e arrondissement de Paris, est un banquier français et un militant politique. C'est un adjoint fidèle du colonel François de La Rocque, dirigeant des Croix-de-Feu puis du Parti social français (PSF) dans l'entre-deux-guerres.

## Biographie
Georges Riché est le petit-fils de Jules François Riché et le fils de Maurice Riché, bâtonnier de l'ordre des avocats de Charleville, administrateur de la Compagnie des chemins de fer de l'Est (1904-1913) et d'autres affaires. Il épouse en 1918 Suzanne Roy, fille de Maurice Roy, conseiller à la Cour des comptes, de l'Institut.
Il est le frère cadet d'Étienne Riché, député des Ardennes, sous-secrétaire d'État à l'aviation, mort en 1934, et le beau-frère d'Édouard Escarra, directeur général puis président du Crédit lyonnais,. Il est aussi apparenté par alliance à Raphaël Alibert à partir de 1939.
D'abord attaché aux Ets Schneider, il entre par la suite à l'UCINA (Union pour le Crédit à l'Industrie Nationale), fondée en 1919, filiale commune du Crédit lyonnais et du Comptoir national d'escompte de Paris. En tant que directeur général, il mit au point et développa le crédit à moyen terme (3 à 7 ans). Il est directeur de banque lorsqu'il entre au comité directeur des Croix de feu. 
Ancien combattant de la Première Guerre mondiale, titulaire de la croix de guerre, il est l'un des premiers adhérents des Croix-de-Feu et il est membre du conseil d'administration et trésorier de cette association d'anciens combattants devenue une ligue d'extrême droite dès le 29 mai 1928. Il est ensuite membre du comité exécutif et trésorier du Parti social français (PSF) fondé par La Rocque après la dissolution en juin 1936 des Croix de Feu par le gouvernement du Front populaire,. Sous l'Occupation, il s'implique dans les actions du Réseau Klan issu du PSF. 
Il rencontre plusieurs fois Pierre Laval entre 1942 et 1944, pour faire libérer (sans succès) ses amis du PSF et de Klan arrêtés par la Gestapo,.
Il est chevalier de la Légion d'honneur, croix de guerre 1914-1918, chevalier de l'Ordre de l'Économie nationale et du Mérite agricole.